# Dugopolje
Dugopolje és un poble i municipi de Croàcia situat al comtat de Split-Dalmàcia. El seu nom significa 'camp llarg' en croat.